# Liam Coltman
Pour les articles homonymes, voir Coltman.
Pas d'image ? Cliquez ici

a Compétitions nationales et continentales officielles uniquement.

b Matchs officiels uniquement.
Dernière mise à jour le 14 avril 2025.
Liam Coltman, né le 12 mai 1990 à New Plymouth (Nouvelle-Zélande), est un joueur de rugby à XV international néo-zélandais évoluant au poste de talonneur.

## Carrière

### En club
Liam Coltman commence sa carrière professionnelle en 2010 avec l'équipe d'Otago en National Provincial Championship (NPC). 
En 2013, il fait ses débuts en Super Rugby avec la franchise des Highlanders. Lors de sa première saison avec la franchise de Dunedin, il ne compte que trois titularisations en treize matchs disputés à cause de la concurrence de l'expérimenté All Black Andrew Hore. Il s'impose ensuite comme le titulaire indiscutable au poste de talonneur, menant notamment son équipe vers le titre en 2015.
En 2016, il dispute une très bonne saison avec sa province d'Otago, dont il est le capitaine, allant jusqu'en finale de Championship (deuxième division de cette compétition). Il ne pourra cependant pas disputer cette finale, où son équipe sera battue par North Harbour, car il est retenu pour partir en tournée d'automne avec les All Blacks.
En 2021, il participe à la bonne saison des Highlanders, qui va jusqu'en finale du Super Rugby Trans-Tasman, où ils s'inclinent face aux Blues.
En 2022, après onze saisons aux Highlanders, il décide de quitter la Nouvelle-Zélande pour rejoindre le Lyon OU en Top 14, pour un contrat de deux saisons.
À la fin de son contrat avec Lyon, il retourne en Nouvelle-Zélande pour disputer la saison 2024 du NPC avec Otago.
Le 14 octobre 2024, il est annoncé qu'il rejoint les Warriors de l'Utah pour la saison 2025 de Major League Rugby.

### En équipe nationale
Liam Coltman a joué avec l'équipe de Nouvelle-Zélande des moins de 20 ans en 2010, et remporte le championnat du monde junior cette année-là,. 
En mai 2014, il est sélectionné pour la première fois par Steve Hansen pour participer au camp d'entrainement  des All Blacks. Il jouera cependant pas le moindre match cette année. Il est rappelé en sélection deux ans plus tard, au mois septembre 2016, pour pallier les absences sur blessure de Dane Coles, Nathan Harris et James Parsons.
Il connait sa première cape internationale le 12 novembre 2016 à l’occasion d’un test-match contre l'équipe d'Italie à Rome.
En août 2019, il est retenu dans le groupe de 31 joueurs sélectionné pour disputer la Coupe du monde au Japon. Troisième talonneur de l'effectif derrière Dane Coles et Codie Taylor, il joue deux matchs de la phase de poule face au Canada et au pays de Galles.

## Palmarès

### En club et province
- Vainqueur du Super Rugby en 2015 avec les Highlanders.
- Finaliste du NPC Championship en 2018 avec Otago.
- Finaliste du Super Rugby en 2021 avec les Highlanders.

### En équipe nationale
- Vainqueur du Rugby Championship en 2018.
- Troisième de la Coupe du monde en 2019.

## Statistiques
Liam Coltman compte 8 cape en équipe de Nouvelle-Zélande, dont une en tant que titulaire, depuis le 12 novembre 2016 contre l'équipe d'Italie à Rome.
Avec les All Blacks, il dispute une Coupe du monde en 2019. Il participe à deux éditions du Rugby Championship, en 2018 et 2019. Il dispute deux rencontres dans cette compétition. 